# Saint Kitts och Nevis i olympiska sommarspelen 2016
Saint Kitts och Nevis deltog med sju deltagare vid de olympiska sommarspelen 2016 i Rio de Janeiro. Ingen av landets deltagare erövrade någon medalj.

## Friidrott
Förkortningar
- Notera– Placeringar avser endast det specifika heatet.
- Q = Tog sig vidare till nästa omgång
- q = Tog sig vidare till nästa omgång som den snabbaste förloraren eller, i fältgrenarna, genom placering utan att nå kvalgränsen
- NR = Nationellt rekord
- N/A = Omgången fanns inte i grenen
- Bye = Idrottaren behövde inte tävla i omgången

Herrar
| Idrottare                                              | Gren                          | Heat     | Heat      | Kvartsfinal      | Kvartsfinal      | Semifinal        | Semifinal        | Final            | Final            | Noteringar |
| Idrottare                                              | Gren                          | Resultat | Placering | Resultat         | Placering        | Resultat         | Placering        | Resultat         | Placering        | Noteringar |
| ------------------------------------------------------ | ----------------------------- | -------- | --------- | ---------------- | ---------------- | ---------------- | ---------------- | ---------------- | ---------------- | ---------- |
| Antoine Adams                                          | Herrarnas 100 meter           | Bye      | Bye       | 10,39            | 8                | Gick inte vidare | Gick inte vidare | Gick inte vidare | Gick inte vidare |            |
| Kim Collins                                            | Herrarnas 100 meter           | Bye      | Bye       | 10,18            | 4 q              | 10,12            | 6                | Gick inte vidare | Gick inte vidare |            |
| Brijesh Lawrence                                       | Herrarnas 100 meter           | Bye      | Bye       | 10,55            | 8                | Gick inte vidare | Gick inte vidare | Gick inte vidare | Gick inte vidare |            |
| Antoine Adams                                          | Herrarnas 200 meter           | 20,49    | 5         | Gick inte vidare | Gick inte vidare | Gick inte vidare | Gick inte vidare | Gick inte vidare | Gick inte vidare |            |
| Antoine Adams Allistar Clarke Kim Collins Jason Rogers | Herrarnas 4x100 meter stafett | 39,81    | 7         | i.u.             | i.u.             | i.u.             | i.u.             | Gick inte vidare | Gick inte vidare | [ 1 ]      |

Damer
| Idrottare       | Gren               | Heat     | Heat      | Semifinal        | Semifinal        | Final            | Final            | Noteringar |
| Idrottare       | Gren               | Resultat | Placering | Resultat         | Placering        | Resultat         | Placering        | Noteringar |
| --------------- | ------------------ | -------- | --------- | ---------------- | ---------------- | ---------------- | ---------------- | ---------- |
| Tameka Williams | Damernas 200 meter | 23,61    | 6         | Gick inte vidare | Gick inte vidare | Gick inte vidare | Gick inte vidare |            |